# Aféra Signalgate
Aféra „Signalgate“ je incident z roku 2025, který odhalil závažné nedostatky v bezpečnosti komunikace v administrativě prezidenta Donalda Trumpa. Vysoce postavení představitelé, včetně ministra obrany Petea Hegsetha a viceprezidenta J. D. Vance, omylem zahrnuli do skupinového chatu v aplikaci Signal šéfredaktora časopisu The Atlantic, Jeffreyho Goldberga. V této skupině diskutovali o evropských spojencích a citlivých vojenských operacích, konkrétně o plánovaných útocích na Íránem podporované povstalce Hútie v Jemenu, a sdíleli podrobnosti o cílech, použitých zbraních a časech útoků.

## Pozadí úniku
Před únikem informací na platformě Signal došlo k několika událostem v domácí a zahraniční politice, které ovlivnily průběh samotného úniku i jeho přijetí veřejností. Na únik měly vliv jak technické pojetí komunikace na Signalu, tak mezinárodní politické události, které aktéři probírali v konverzaci včetně útoků na íránské Hútíe v Jemenu nebo amerického izolacionismu.

### Americké útoky v Jemenu
Po útoku Hamásu na Izrael v březnu 2025 a vypuknutí války Izraele s Hamásem začala správa Hútíů v Jemenu podnikat útoky proti Izraeli. Kromě vojenských výpadů na Izrael útočili i na mezinárodní dopravu v Rudém moři, kterou bombardovali, unášeli lodní posádky a ničili plavidla rovnou na moři. Zástupci Spojených států amerických a Spojeného království zahájili v lednu 2025, v rámci operace Prosperity Guardian, odvetná bombardování.
Po převzetí úřadu amerického prezidenta Donaldem Trumpem v lednu 2025 Trumpovi administrativní pracovníci oznámili, že přistoupí k „asertivnější“ reakci na narušení mezinárodních námořních tras povstalci. Po zavedení příměří v Gaze 19. ledna 2025 Hútíové oznámili, že přestanou útočit na lodě proplouvající Rudým mořem, s výjimkou lodí plujících pod izraelskou vlajkou. Povstalci obnovili útoky 11. března téhož roku, když Izrael zablokoval humanitární pomoc do pásma Gazy. V březnu 2025 zaútočili Američané znovu na Hútíe raketami.

### Americký izolacionismus v druhé Trumpově administrativě
Obavy z amerického izolacionismu při pohledu na osobnosti ve druhém Trumpově prezidentském týmu se objevily už ve druhé polovině roku 2024. Po převzetí výkonné moci Trumpem se jako příklad amerického izolacionismu uváděla Trumpova snaha ukončit rusko-ukrajinskou válku za každou cenu. Následně Trump plánoval obnovit s Ruskem přátelské vztahy a vzájemný obchod. Kromě řešení mezinárodních vojenských konfliktů uváděli představitelé think tanku Carnegie Endowment for International Peace Trumpovu snahu obsadit Grónsko a Panamský průplav jako další případy izolacionismu.
Trump není jediným členem administrativy s příklonem k izolacionismu. J. D. Vance, viceprezident Spojených států amerických od ledna 2025, sdělil: „Je mi úplně jedno, co se stane s Ukrajinou, tak či onak.“ Vztah Vance s Izraelem je jedinou výjimkou jeho izolacionistických tendencí dle novinářky Kayly Bartschové. I další členové skupiny před aférou Signalgate se vyjadřovali izolacionisticky včetně Petea Hegsetha. Hegseth kritizoval podporu Ukrajiny ze strany USA.

### Aplikace Signal jako prostředek komunikace
Mobilní aplikace Signal se stala populární po útoku čínských hackerů na dva hlavní americké poskytovatele internetu v roce 2024. Aplikace nabízí koncové šifrování všech poslaných zpráv a hlasových záznamů ve výchozím nastavení, minimální sběr dat o uživateli a automatické mazání zpráv. Americká vláda nedoporučila užívání Signalu pro pracovní účely. Jako důvod uvedla, že její užívání odporuje zákonům o uchování záznamů činnosti a že nelze zajistit šifrování, pokud bylo zařízení kompromitované před instalací aplikace. Zaměstnanci Pentagonu rozeslali oběžník po celém oddělení 18. března 2025, tři dny po skončení komunikace při aféře. Oběžník obsahoval text: „Upozornění: aplikace třetích stran (například Signal) jsou podle zásad povoleny vnitřní politikou v oblasti neutajované odpovědnosti/odvolací procedury, ale NEJSOU schváleny pro zpracování nebo ukládání neveřejných neutajovaných informací.“ Jedná se o kategorii omezení, jejíž zveřejnění by mohlo být mnohem méně škodlivé než informace o probíhajících vojenských operacích.

### Předešlé výroky členů skupinyHouthi PC small groupo národní bezpečnosti
Členové Trumpovy administrativy, kteří se podíleli na chatu skupiny Signal nebo kteří později bagatelizovali jeho únik, již dříve kritizovali Hillary Clintonovou za její kontroverzi s e-maily. Sám Trump v roce 2016 prohlásil, že se Clintonová snažila obejít „vládní zabezpečení“ a že „odesílala a přijímala tajné informace na nezabezpečeném serveru, čímž ohrozila bezpečnost amerického lidu“. Hegseth v roce 2016 prohlásil: „Obávali by se (američtí vojenští spojenci), že je naši představitelé mohou odhalit kvůli své hrubé nedbalosti nebo lehkomyslnosti při nakládání s informacemi.“ Stephen Miller, člen skupiny Houthi PC small group, řekl v roce 2022: „Zahraniční protivníci se mohli snadno nabourat do tajných operací a informací v reálném čase kvůli tomu, že Clintonová používala ‚nezabezpečenou‘ komunikaci.“ Kritizoval také možnost Clintonové smazat přes 33 tisíc pracovních e-mailů ze soukromého serveru.
I další členové signálové skupiny zdůrazňovali potřebu důsledných trestů při narušení americké státní bezpečnosti. Tulsi Gabbardová uvedla 15. dubna 2025, ve chvíli, kdy účastníci diskutovali v signálové skupině: „Jakékoli neoprávněné vyzrazení utajovaných informací je porušením zákona a jako takové bude posuzováno.“ John Ratcliffe prohlásil v roce 2019: „Špatné zacházení s utajovanými informacemi je stále porušením zákona o špionáži.“

## Průběh

### Neúmyslné přidání novináře do skupinového chatu
Vysocí představitelé administrativy prezidenta Donalda Trumpa, ministr obrany Pete Hegseth, viceprezident J. D. Vance, ředitel CIA John Ratcliffe, poradce pro národní bezpečnost Mike Waltz, ministr zahraničních věcí Marco Rubio, ředitelka tajných služeb Tulsi Gabbardová, ministr financí Scott Bessent, politický zástupce ředitelky kanceláře Bílého domu Stephen Miller, ředitelka kanceláře Bílého domu Susie Wilesová a zvláštní zmocněnec pro Blízký východ a Rusko Steve Witkoff byli přidáni do skupinového chatu s názvem „Houthi PC small group“, který 11. března 2025 založil Mike Waltz, kde diskutovali o evropských spojencích a vojenských operacích USA. Mike Waltz do této skupiny 13. března 2025 omylem přidal také šéfredaktora časopisu The Atlantic, Jeffreyho Goldberga.

### Odhalení citlivých vojenských informací
Ve skupině se probíraly vztahy a poměrně kritické postoje směrem k evropským spojencům a 15. března 2025 v 11:44 EDT (UTC-4), několik hodin před samotnými údery amerických jednotek, sdílel Pete Hegseth podrobnosti o plánovaných útocích na Íránem podporované povstalce Hútie v Jemenu, a to včetně přesných časů útoků a vzletů letounů amerického letectva, které měly začít v 13:45 EDT, a zvolených cílů i použitých zbraňových systémů jako například nasazení letounů F-18 Hornet, bezpilotních letounů MQ-9 Reaper nebo střel Tomahawk. Goldberg si zpočátku myslel, že se jedná o vtip, ale po chvíli mu došlo, že je svědkem skutečné komunikace mezi vysokými americkými činiteli.

### Zveřejnění skandálu v médiích
Jeffrey Goldberg informaci nezveřejnil ihned, ale kolem 13:55 EDT si ověřil autenticitu sdělení. Nakonec The Atlantic 26. března 2025 publikoval článek pod názvem "Here Are the Attack Plans That Trump's Advisers Shared on Signal" o úniku informací, čímž odhalil bezpečnostní nedbalost Trumpovy administrativy. Mluvčí Rady pro národní bezpečnost Bílého domu Brian Hughes ověřil pravost informací.

Screenshoty zpráv v chatu zveřejněné v článku časopisu The Atlantic
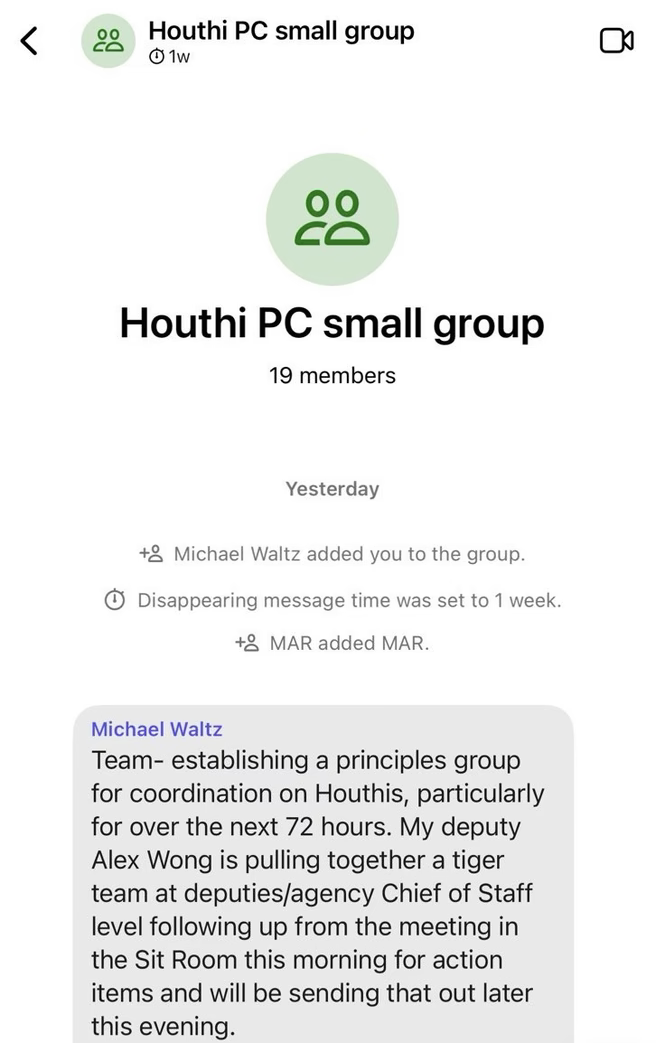
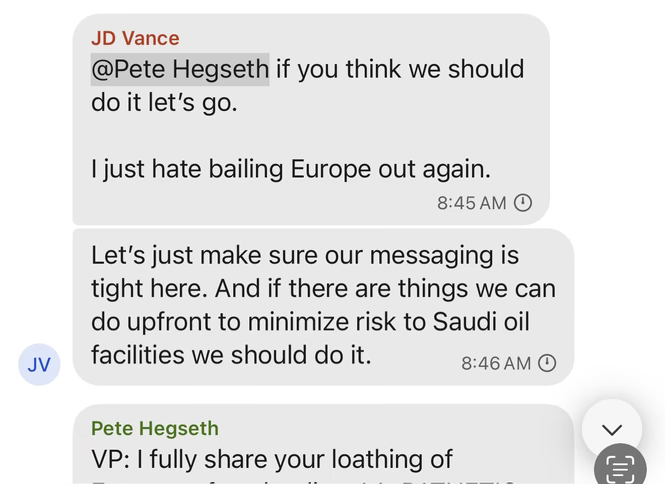
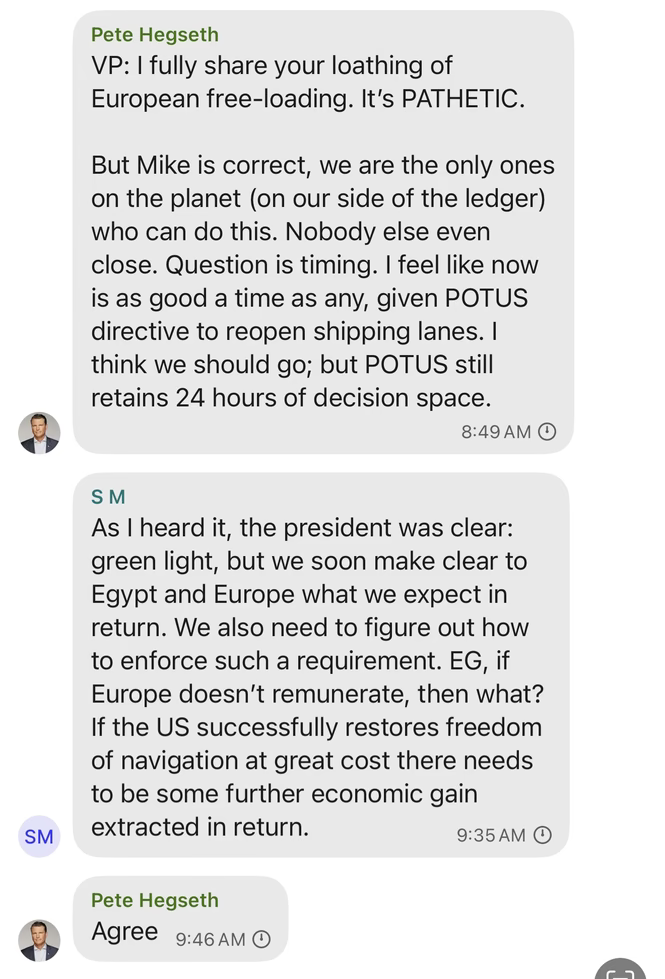
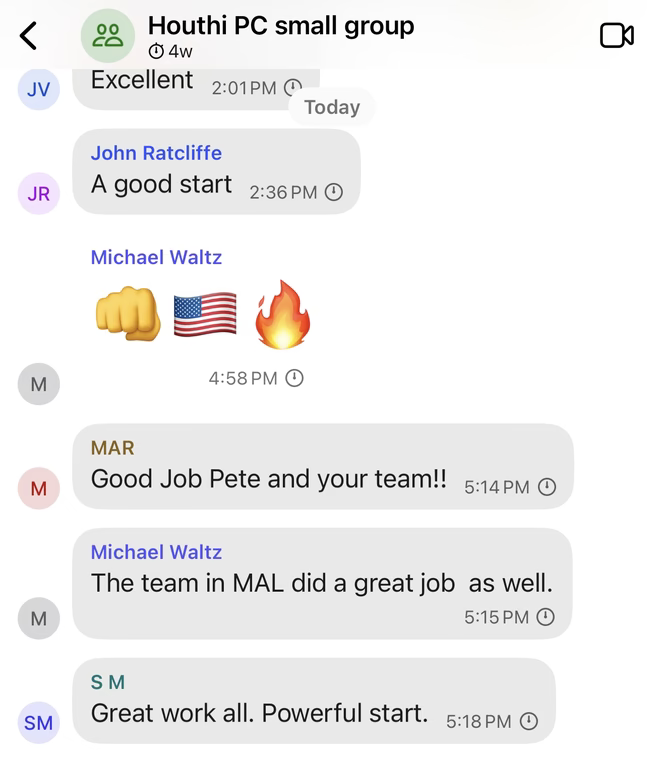
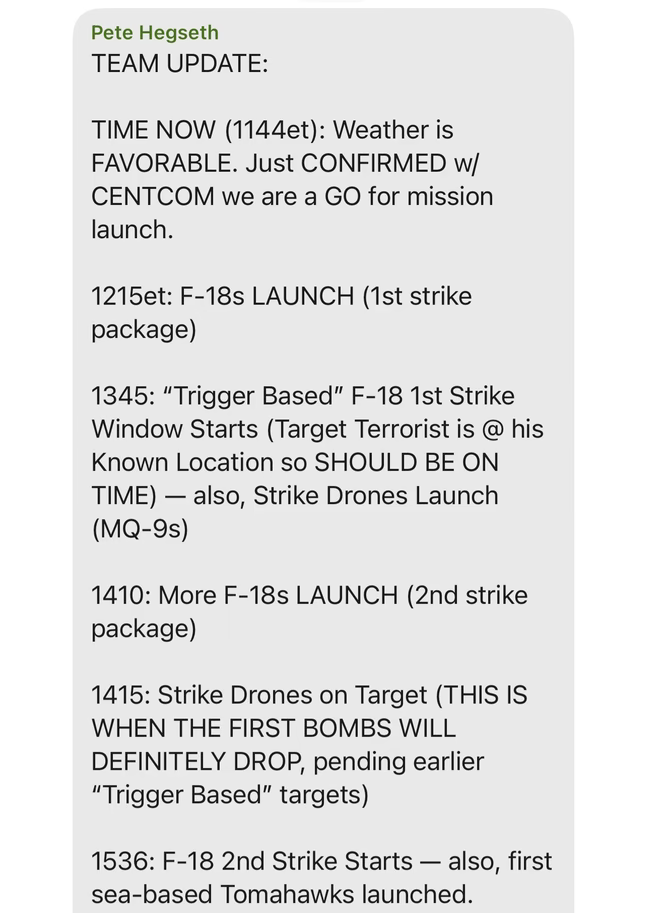
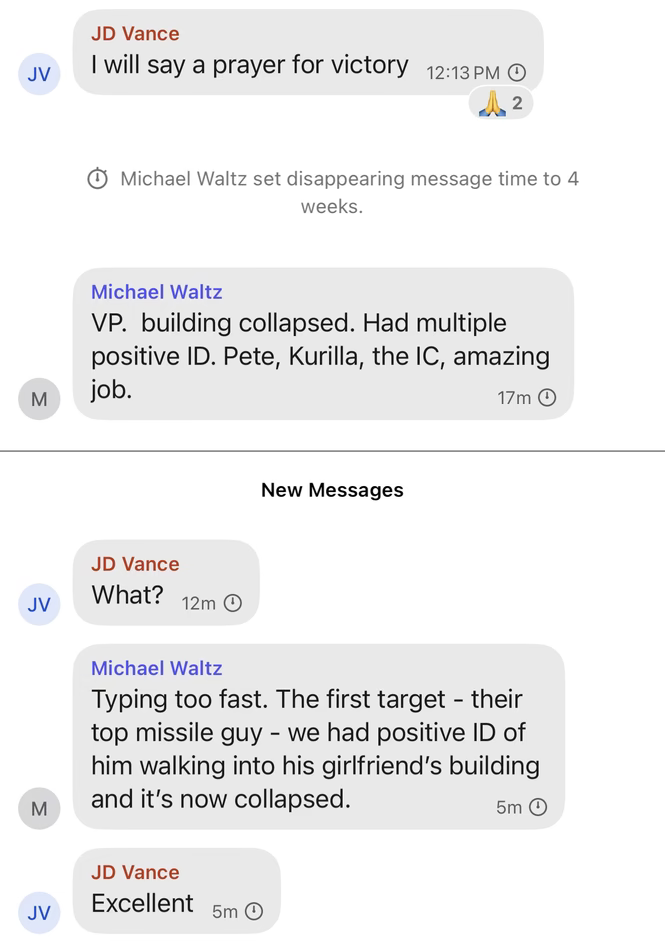

### Členové skupinové konverzace
Skupina na platformě Signal čítala celkem dvacet členů (jedno jméno pracovníka CIA se rozhodli redaktoři z The Atlantic nezveřejnit):
| Jméno            | Popis                                                                                  |
| ---------------- | -------------------------------------------------------------------------------------- |
| Walker Barrett   | pracovník Výboru pro ozbrojené služby Sněmovny reprezentantů                           |
| Scott Bessent    | ministr financí                                                                        |
| Tulsi Gabbardová | ředitelka tajných služeb                                                               |
| Jeffrey Goldberg | šéfredaktor magazínu The Atlantic                                                      |
| Pete Hegseth     | ministr obrany                                                                         |
| Dan Katz         | vedoucí kanceláře ministra financí                                                     |
| Joe Kent         | zastupující šéf štábu ředitelky tajných služeb                                         |
| „Jacob“          | osoba s neznámou identitou                                                             |
| Brian McCormack  | šéf štábu Rady národní bezpečnosti                                                     |
| Stephen Miller   | politický zástupce ředitelky kanceláře Bílého domu                                     |
| Mike Needham     | zvláštní poradce a konzultant pro otázky zahraniční politiky na ministerstvu zahraničí |
| John Ratcliffe   | ředitel Ústřední zpravodajské služby                                                   |
| Marco Rubio      | ministr zahraničí                                                                      |
| Susie Wilesová   | ředitelka kanceláře Bílého domu                                                        |
| Steve Witkoff    | zvláštní vyslanec Spojených států pro Blízký východ                                    |
| Mike Waltz       | poradce pro národní bezpečnost                                                         |
| Alex Wong        | hlavní zástupce poradce pro národní bezpečnost                                         |
| J. D. Vance      | viceprezident Spojených států amerických                                               |

## Následky a reakce
Bílý dům zpočátku popíral, že by došlo k úniku utajovaných informací. Nicméně následné zveřejnění celé konverzace v The Atlantic tato tvrzení vyvrátilo a ukázalo, že skutečně došlo k odhalení citlivých detailů vojenských operací. Administrativa musela přiznat chybu, ale Trump kauzu označil za „menší závadu“. Tisková tajemnice Bílého domu Karoline Leavittová následně na tiskové konferenci uvedla, že odhalení této kauzy a následné reakce médií, Demokratů, ale i některých Republikánů ze Sněmovny reprezentantů, jsou snahou o „koordinovanou kampaň, která se snaží zasít chaos v Bílém domě“ a novináře Jeffreyho Goldberga označila za „milovníka hoaxů“.
Tento incident vyvolal obavy o bezpečnost a kritici incident označili za nebezpečný amatérismus, který může ohrozit americké vojenské operace a důvěru a ochotu spojenců sdílet do budoucna zpravodajské informace s USA. Únik informací vyvolal u evropských politiků hněv, obavy i rezignaci. Kauza ukázala, jakým způsobem tým prezidenta Donalda Trumpa pohrdá spoluprací evropských států s USA a že s Evropou evidentně nehodlá udržovat tradiční bezpečnostní vztahy.
V reakci na tento únik informací zahájil senátní výbor pro ozbrojené složky vyšetřování, aby posoudil možné porušení zákonů o ochraně utajovaných skutečností a federálních předpisů o uchovávání záznamů.
Odborníci opakovaně upozorňovali, že využívání aplikace Signal pro diskuse o citlivých vojenských záležitostech představuje bezpečnostní riziko. Novinář Jeffrey Goldberg obdržel informace o plánovaných útocích na pozice Hútíů dvě hodiny před jejich zahájením. Pokud by se tyto informace, včetně přesných časů startu amerických letadel do Jemenu, dostaly během této kritické dvouhodinové lhůty do nesprávných rukou, mohlo by to zvýšit riziko pro americké piloty a další vojenský personál.